# Бад-Бибра
Бад-Бибра (нем. Bad Bibra) — город в Германии, в земле Саксония-Анхальт. 
Входит в состав района Бургенланд.  Население составляет 2879 человек (на 31 декабря 2010 года). Занимает площадь 22,00 км². Официальный код  —  15 2 56 003.